# 青いイナリズシ
『青いイナリズシ』（あおいイナリズシ）は、山田参助による日本の漫画作品。

## 概要
『さぶ』誌などに掲載された短篇漫画を収録した同人誌。
単行本に再収録された作品の中には、一部台詞が改変されたものがある。

## 収録話
- 男の宝（『山田参助の無駄な抵抗やめましょう』に再収録）
- 寝とぼけまら（『ラムネイッキ』に再収録）
- 夏帽（『山田参助の無駄な抵抗やめましょう』に再収録）
- 身の丈ほどの夜がきて（単行本未収録）
- 甘い生活（『山田参助の無駄な抵抗やめましょう』に再収録）
- 学帽くんの山参先生お手伝い日記（藤本和也による1P漫画）